# ジリアン・ホフマン
ジリアン・ホフマン（Jilliane Hoffman、1967年 - ）は、アメリカ合衆国の小説家。女性。元・検察官。

## 経歴
アメリカ、ロングアイランド育ち。セント・ジョンズ大学のロー・スクール在学中から、地元のクイーンズやブルックリンの検事局で検察官として修行した。1992年、ロースクール卒業後、フロリダ州の検事局で検事補となり、重罪担当検察官として1996年まで活躍した。
その後、フロリダの法執行局に移り、FBIやCIAと共にジャンニ・ヴェルサーチ殺害事件の調査に当たったこともある。
2001年、法執行局を退職。法曹界を辞し、夫と二児と共にフロリダのフォート・ローダーデイルに在住し、執筆活動を開始する。
検事補のC・Jが活躍する、処女作『報復』は出版前から多くの注目を集め、欧米でベストセラーとなり、映画化もされる。日本でも45万部を超えるベストセラーとなった。

## 作品リスト
| 邦題                         | 原題                  | 刊行年月  | 刊行年月   | ISBN                                                    | レーベル                            | 訳者     |
| ---------------------------- | --------------------- | --------- | ---------- | ------------------------------------------------------- | ----------------------------------- | -------- |
| 報復                         | Retribution           | 2004年1月 | 2004年11月 | ISBN 4-78-972416-6                                      | ヴィレッジブックス                  | 吉田利子 |
| 報復ふたたび                 | Last Witness          | 2005年5月 | 2005年11月 | ISBN 4-86-332795-1                                      | ヴィレッジブックス                  | 吉田利子 |
| 心神喪失                     | Plea of Insanity      | 2007年7月 | 2008年11月 | [上] ISBN 978-4-86332-096-3 [下] ISBN 978-4-86332-097-0 | ヴィレッジブックス                  | 吉田利子 |
| いとけなく愛らしき者たちよ   | Pretty Little Things  | 2010年9月 | 2010年11月 | ISBN 978-4-86332-291-2                                  | ヴィレッジブックス                  | 吉田利子 |
| 報復、それから               | The Cutting Room      | 2012年    | 2013年4月  | ISBN 978-4-86491-055-2                                  | ヴィレッジブックス                  | 吉田利子 |
| わたしの小さなかけらをすべて | All the Little Pieces | 2015年    | 2016年6月  | ISBN 978-4-7755-2569-2                                  | オークラ出版 〈マグノリアブックス〉 | 多田桃子 |